# Norodom Ranariddh
Norodom Ranariddh (Phnom Penh, 2 gennaio 1944 – Parigi, 28 novembre 2021) è stato un politico cambogiano, in khmer នរោត្ដម រណឬទ្ធិ (pron. /nɔroːɗɑm ranə.rɨt/), figlio di Norodom Sihanouk e fratellastro dell'attuale re di Cambogia Norodom Sihamoni.
Il principe era il secondogenito di re Norodom Sihanouk, sua madre fu una danzatrice e una delle sei mogli del re. Il suo nome completo di appellativi reali è Samdech Krom Preah Norodom Ranariddh.

## Biografia

### Giovinezza e formazione

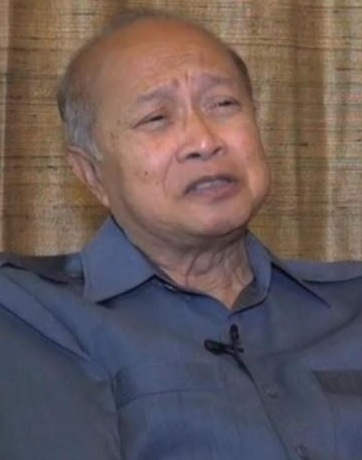
Norodom Ranariddh (2014)

Come diversi altri appartenenti alla famiglia reale e futuri politici cambogiani, frequentò il liceo francese Descartes a Phnom Penh e successivamente studiò a Marsiglia.
Rientrato in Cambogia nel 1968, vi sposò Marie Eng, di discendenza Chăm, e tornò in Francia dove si laureò in legge. Vi trascorse i turbolenti anni Settanta continuando gli studi e ottenendo il dottorato e alcune specializzazioni ad Aix-en-Provence. Dal 1976 fu ricercatore e dal 1979 docente in corsi di legge internazionale e politica del Sud-est asiatico presso la stessa università.

### Inizio dell'attività politica
Nel 1983 divenne il rappresentante personale del padre per l'Asia e coordinatore del Funcinpec, movimento monarchico-conservatore e anti-comunista fondato da Sihanouk due anni prima. Nel marzo 1985 assunse il grado di generale e il titolo di Ispettore generale dell'Armee Nationale Sihanoukiste (ANS), il "braccio armato" del movimento. Nell'agosto del 1989 divenne il Segretario generale del Funcinpec ed infine nel 1992, dopo la Conferenza Internazionale sulla Cambogia e gli accordi di pace di Parigi dell'ottobre 1991 (durante i quali giocò un ruolo importante), succedette al padre nella presidenza del movimento.

### Primo ministro
Il Funcinpec fu il partito leader alle elezioni del 1993 con il 45,5%. Ranariddh divenne così Primo Ministro, in una coabitazione per nulla amichevole con Hun Sen, del Partito Popolare Cambogiano, che chiamava "secondo Primo Ministro" cercando di asserire la propria supremazia. Il partito tuttavia era diviso in fazioni e la leadership di Ranariddh, amante dei lussi ed egocentrico come il padre, non si dimostrò molto efficace. Il Funcinpec perse via via consenso, mentre la posizione di Hun Sen si rafforzava, e diversi esponenti come Ung Huot e Sam Rainsy se ne allontanarono o furono cacciati.

### Il "colpo di stato" del luglio 1997
Nel luglio 1997 il persistente dissidio esplose in un conflitto armato, nel quale Hun Sen ebbe la meglio. Ranariddh dovette rifugiarsi in Francia.